# Vottem

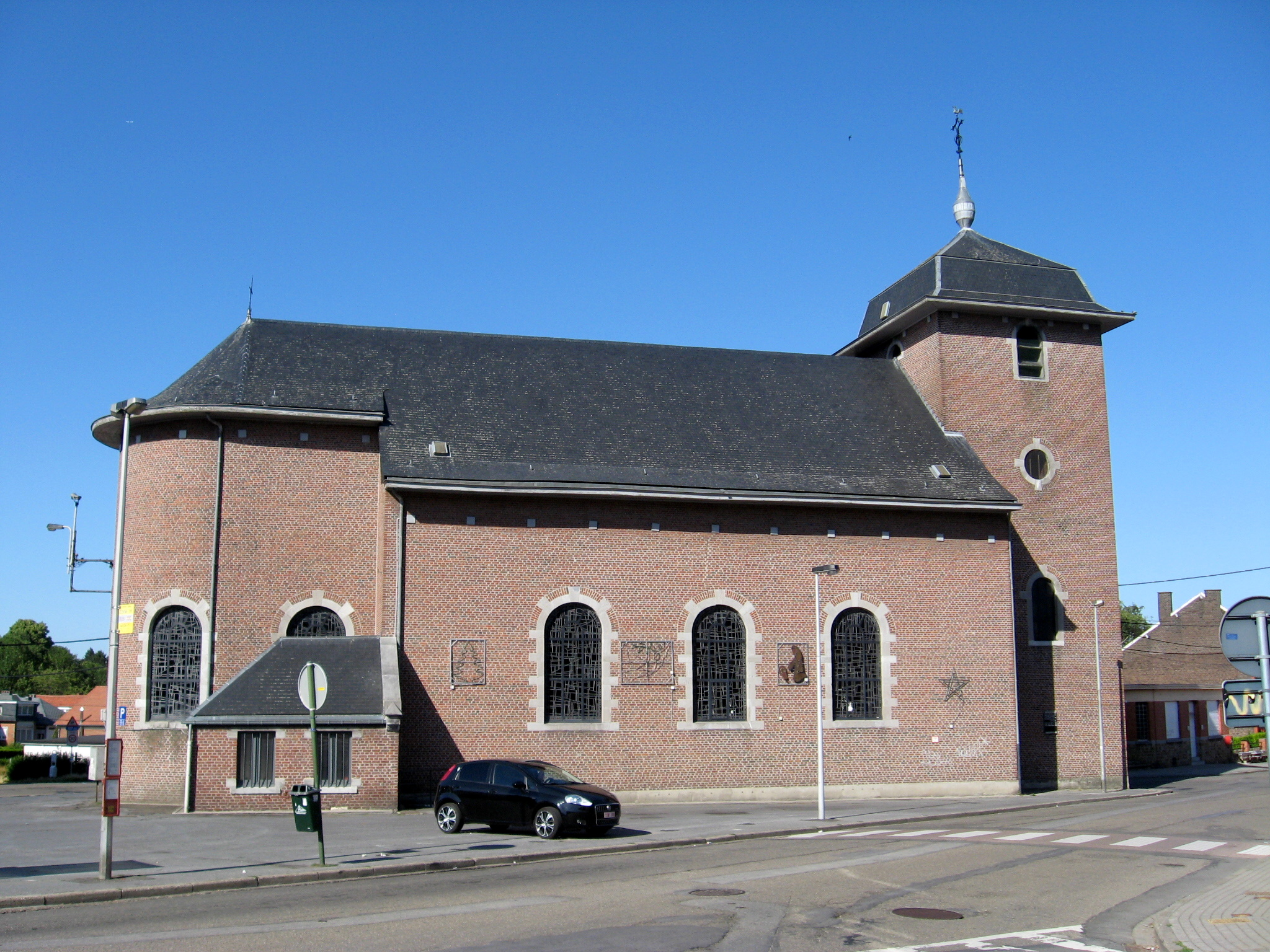
Dorpskerk van Vottem
Luister naar de klokken van Vottem

Vottem is een plaats in de Belgische provincie Luik en een deelgemeente van de Waalse gemeente Herstal. De wekelijkse markt in Vottem vindt plaats op dinsdag.
Vottem ligt op enkele kilometers ten noorden van de stad Luik aan het gelijknamige knooppunt van de autosnelwegen E40/A3 en E313/A13.

## Geschiedenis
Vottem werd voor het eerst vermeld in 1186, in een document van de Abdij van Val-Saint-Lambert.
In 1484 werd het dorp vernield tijdens de gevechten tussen Johan van Horne, toenmalig prins-bisschop van Luik, en Willem I van der Marck Lumey.
Bij de onafhankelijkheid van België inventariseerde geograaf Philippe Vandermaelen in dit dorp 253 woningen (deels in baksteen, deels in vakwerk), 12 hoeves, een kerk, een kapel, een windmolen, een stroopfabriek, een baksteenoven, en vele ambachtelijke metaalbewerkers. Er waren 1499 inwoners, waarvan veel steenbakkers die seizoensgebonden migreerden naar Holland en Duitsland. De inventaris omvat verder details over de natuurlijke omgeving, bodems, landbouwproductie en veestapel. Ook het wegennetwerk van toen is beschreven. De omschrijving door Vandermaelen geeft een interessante inkijk in het dagelijkse leven rond 1830. 

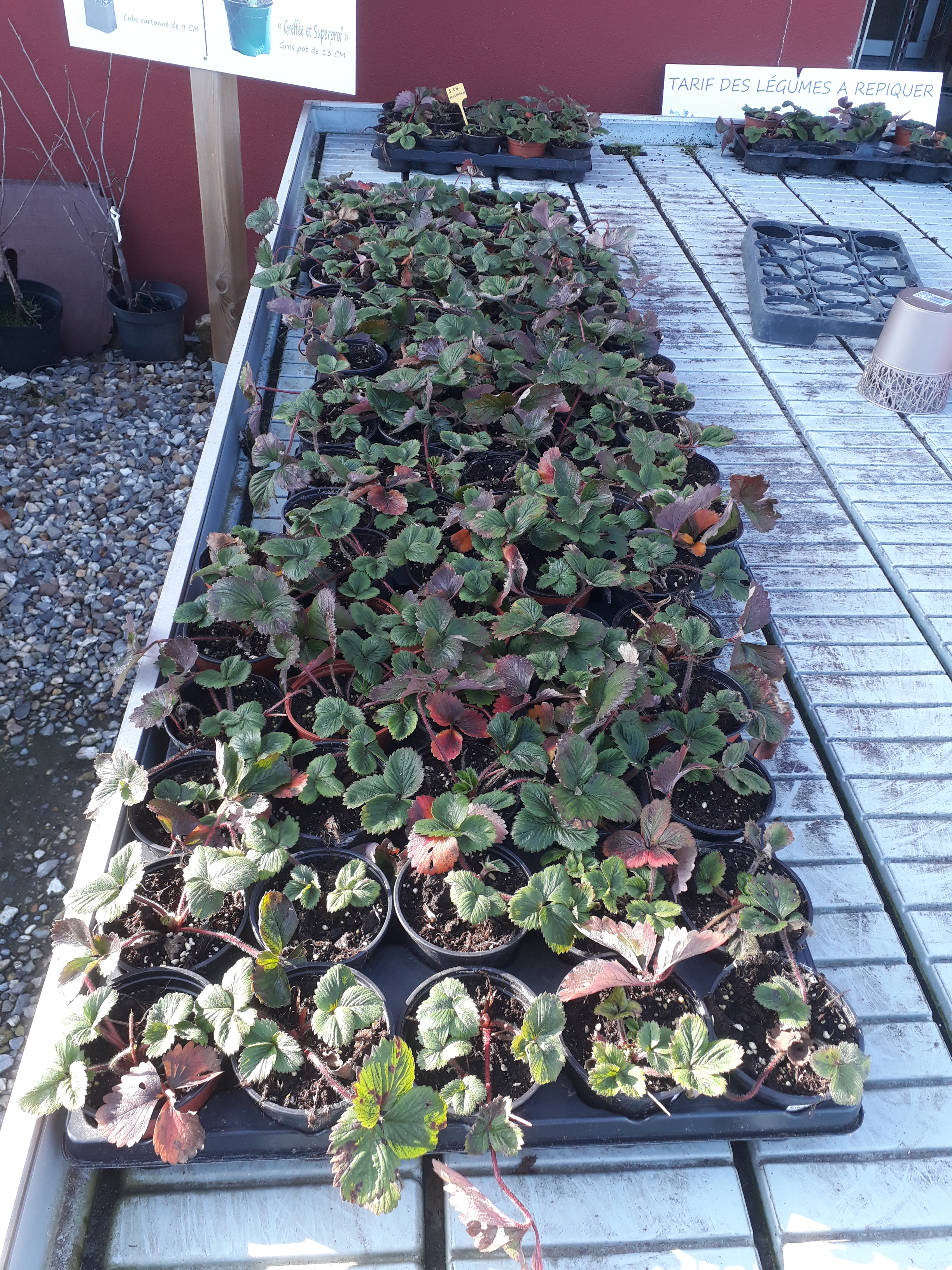
Machiroux aardbeiplantjes te koop aangeboden in buurdorp Liers

In de 19e eeuw ontwikkelden zich de steenkoolmijnbouw en de fosfaatwinning. Ook de metaalbewerking en -in de nabijheid van Herstal- de wapenindustrie kwamen tot bloei. Verder kan de aardbeienteelt worden genoemd, die de markt te Luik bediende. Bekendste aardbeivariëteiten uit Vottem zijn de Merveilleuse, de Saint-Lambert en vooral de Souvenir Charles Machiroux.

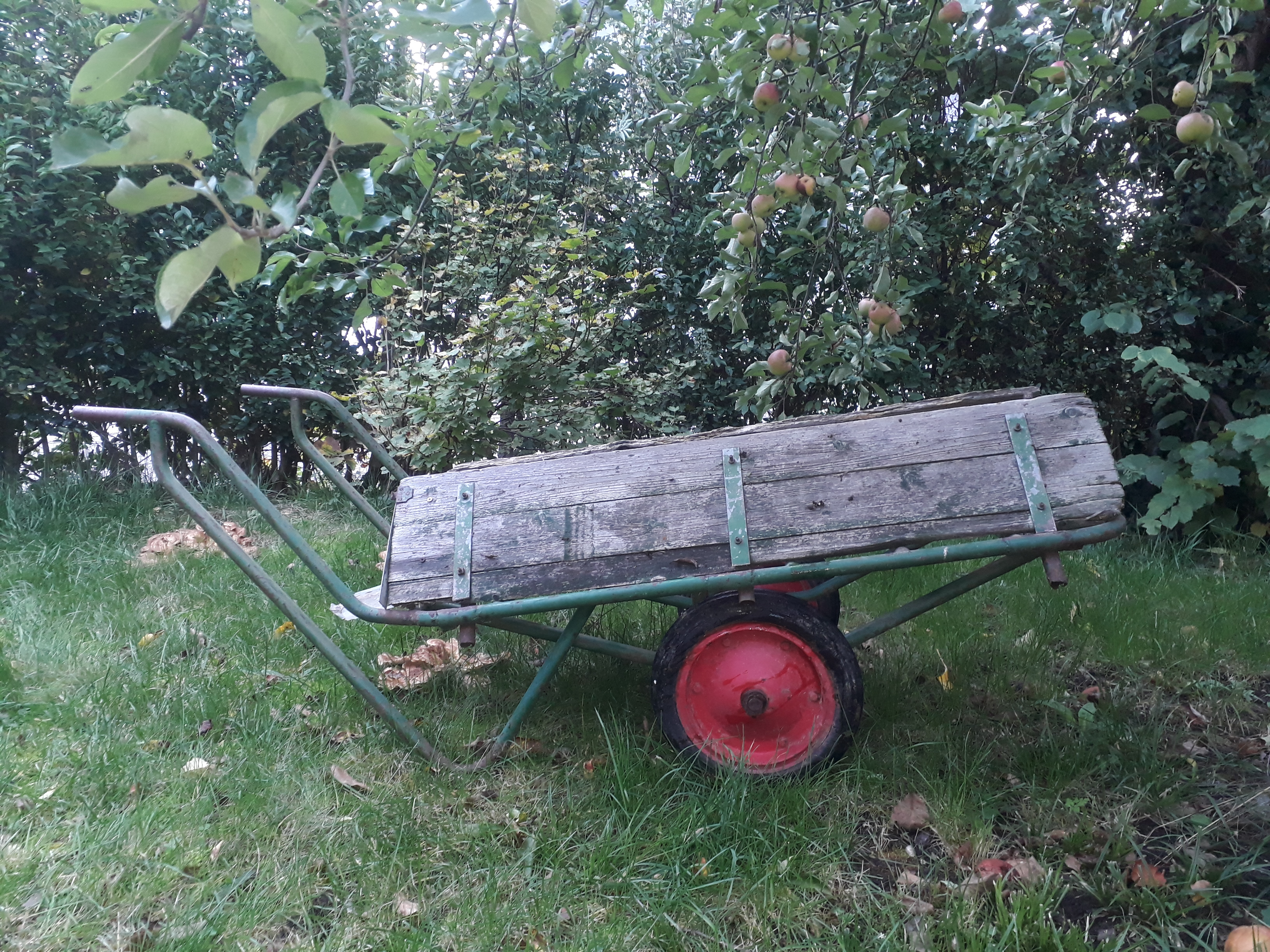
Typische kar van de groenten- en fruitteelt in Vottem

Op 6 augustus 1914 vond te Vottem de eerste confrontatie van de Eerste Wereldoorlog plaats tussen het Belgische leger en het Duitse leger. Hierbij sneuvelden honderden Belgische soldaten.
Bij de fusies van 1977 werd het grootste gedeelte van Vottem bij Herstal gevoegd. Een klein gedeelte in het zuidoosten werd in 1975 al bij de stad Luik gevoegd.

## Demografische ontwikkeling
- Bronnen:NIS, Opm:1831 tot en met 1970=volkstellingen, 1976= inwonersaantal op 31 december

## Bezienswaardigheden
- De Sint-Stefanuskerk
- Het Kasteel Bernalmont, ooit directeurswoning van de Charbonnages de la Grande Bacnure en tegenwoordig restaurant bij het op het voormalig mijngebied aangelegd golfterrein.
- De Kapel van Bouxthay
- De kasteelhoeve van Bouxthay, van de 16e eeuw
- Musée de la Fraise et de la Vie d'antan de Vottem[2]
- Antoinistische tempel, Chaussée Brunhault

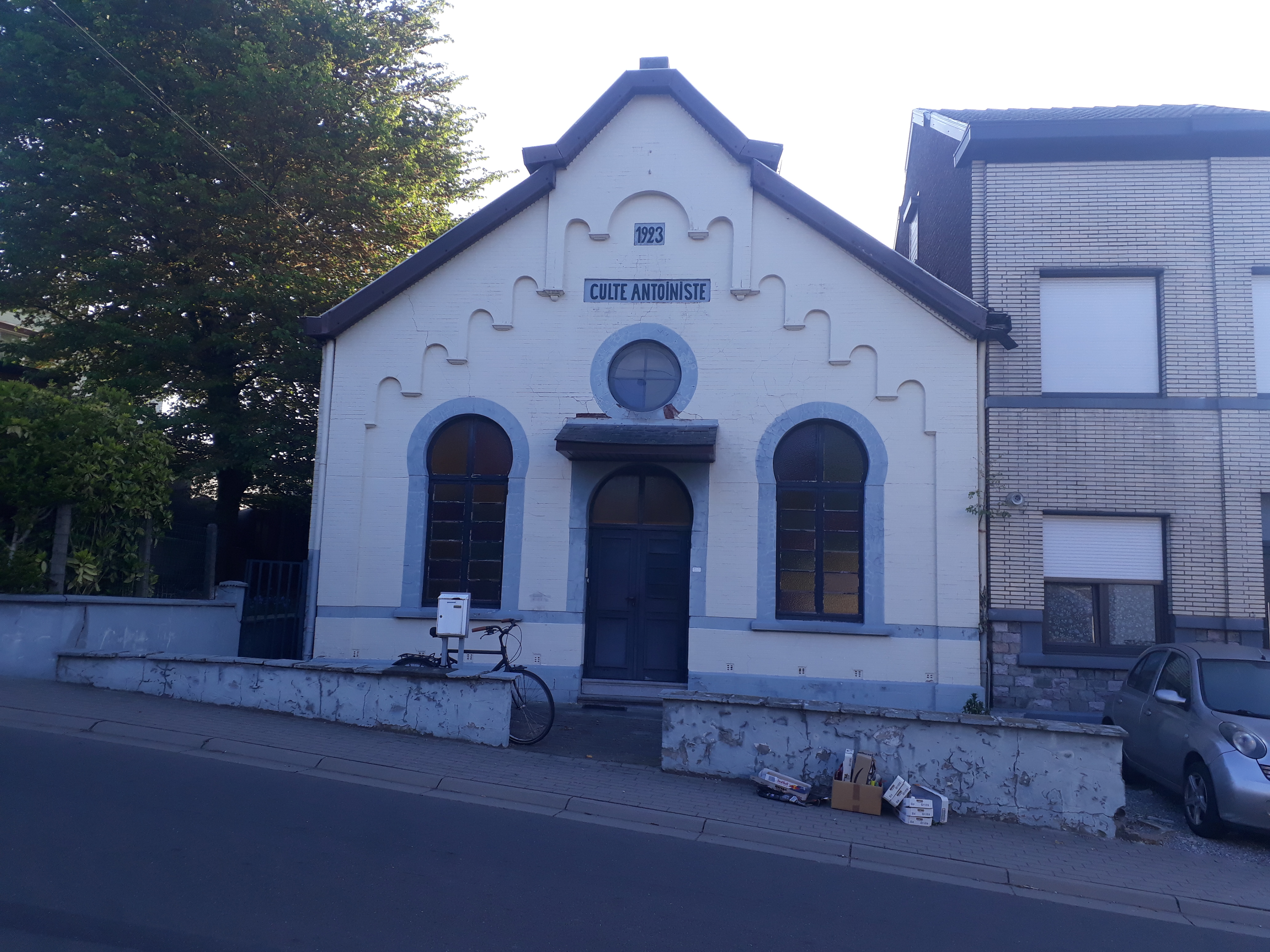
Antoinistische tempel van Vottem

## Natuur en landschap
Hoewel Vottem nog een gedeeltelijk landelijk karakter heeft, behoort het tot de Luikse agglomeratie. Het wordt in het noorden en het westen omsloten door autowegen en een verkeersknooppunt, terwijl enkele terrils getuigen van voormalige mijnbouwactiviteit.

## Voetwegen

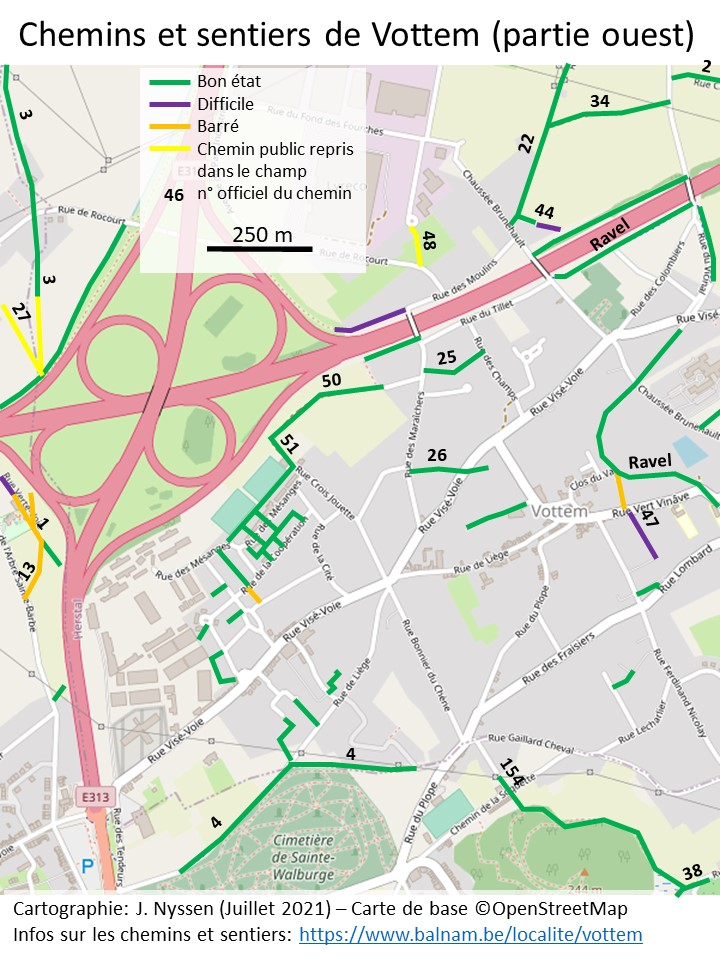
Voetwegen in Vottem (west)

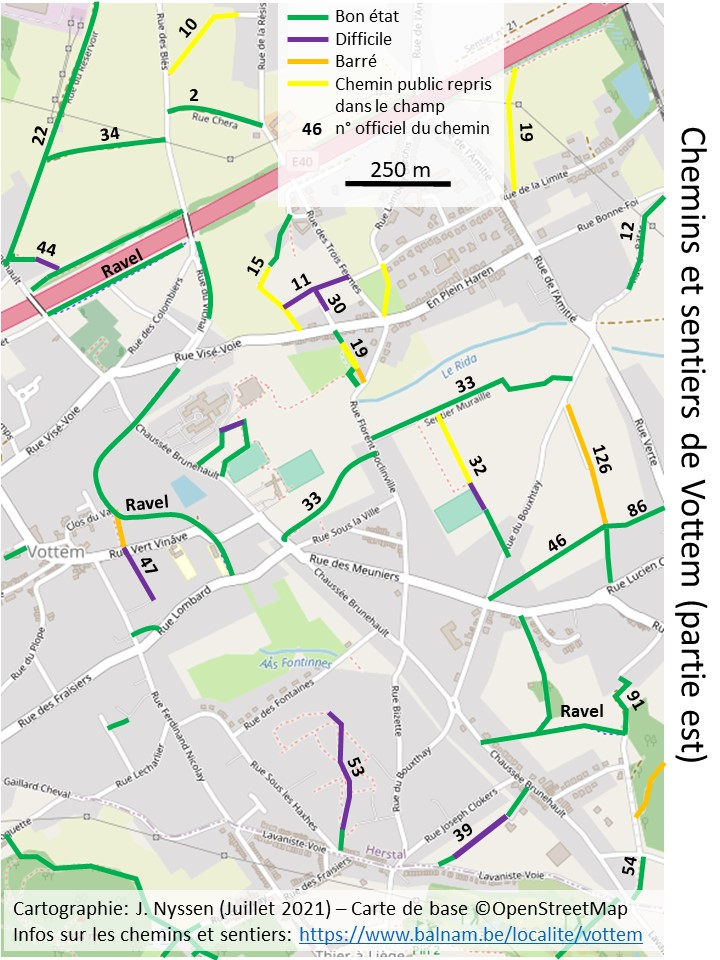
Voetwegen in Vottem (oost)

Op het grondgebied van Vottem zijn er in totaal 31 kilometer voetwegen. Daarvan werden er 74 in kaart gebracht (27 km): 14 km zijn in goede staat, 2 km zijn overgroeid, 1 km afgesloten door buren, 2 km onbekende toestand en 6 km afgeschaft ten bate van snelwegen en industrie.. De hoge dichtheid aan voetwegen wordt verklaard door de tuinbouw. Het intensieve bewerken van de veldjes leidde tot vele verplaatsingen te voet; de opbrengst werd getransporteerd door de vrouwen (de cotîresses) en met handkarren, waarvan de breedte was afgestemd op de breedte van de voetwegen: 1,17 meter volgens de Atlas der Buurtwegen.

## Sport
Voetbalclub RRC Vottem is aangesloten bij de KBVB en speelt er in de provinciale reeksen. In de eerste helft van de 20ste eeuw speelde de club een aantal jaar in de nationale reeksen, waaronder zelfs een seizoen in Tweede Klasse.

## Bekende Vottemmers
- Jo Delahaut (1911-1992), kunstschilder
- Jean Jadot (1928-2007), voetballer
- Albert Sulon (1938-2020), voetballer
- Gérard Sulon (1938-2020), voetballer
- Axel Witsel (1989), voetballer

## Nabijgelegen kernen
Herstal, Milmort, La Préalle, Tilice, Liers, Rocourt, Luik (stad): Sainte-Walburge, Saint-Léonard, Thier-à-Liège